# Balista
|  | Per a altres significats, vegeu «Balista (arma)». |

Balista (en llatí Balista) va ser un suposat emperador romà. Era un dels Trenta Tirans de la llista que Trebel·li Pol·lió menciona a la Historia Augusta.
Era prefecte dels pretorians sota Valerià I al que va acompanyar a l'expedició a Pèrsia. Derrotat i capturat l'emperador pel rei persa Sapor I, els perses van entrar fins a Cilícia i allí un cos de tropes romanes es va organitzar sota la direcció de Balista. Els romans van assetjar als perses a Pompeiòpolis i els van derrotar i van saquejar el país. Després de la derrota i mort de Macrià, a qui havia ajudat a aconseguir la púrpura imperial en temps de l'emperador Gal·liè a qui no volien reconèixer, no és ben conegut el que va fer Balista. Segons alguns es va retirar a una finca prop de Dafne i segons altres es va proclamar emperador i va governar sobre part de Síria i províncies adjacents per uns tres anys. Les monedes que s'han trobat han estat qualificades de falses pels erudits i el mateix Pol·lió, quan escriu, ja diu que les dades són confoses. Hauria mort el 264 després de ser expulsat de Palmira per Odenat.